# シラジット
シラジット（サンスクリット: शिलाजतु,śilājatu、英: Shilajit）は、古代インドのアーユルヴェーダ医学において、マハラサス（活力を与える超物質）として名前が上がる天然物質。ヒマラヤ山脈で採取される天然の植物性有機物で、様々な種類のミネラルやハーブが含まれているとされる。